# Weltalter
Als Weltalter {\displaystyle t_{0}} wird in der modernen Kosmologie das Alter des beobachtbaren Universums bezeichnet. Astronomisch ist es die seit dem Urknall vergangene Zeit und beträgt nach derzeitigem Wissensstand – der auch die Daten des Planck-Weltraumteleskops einschließt –
(13,787 ± 0,020) Milliarden Jahre oder (4,354 ± 0,007)·1017 Sekunden.
Dieser derzeit längste erforschte Zeitraum steht dem physikalisch kürzesten Zeitraum gegenüber, der Planck-Zeit (ca. 10−43 Sekunden). Das Zeitkontinuum erstreckt sich also über etwa 60 Zehnerpotenzen.

## Weltalter und Hubble-Konstante
Das Weltalter {\displaystyle t_{0}} ist annähernd der Kehrwert der Hubble-Konstante {\displaystyle H_{0}}, die aus der zunehmenden Rotverschiebung {\displaystyle z} ferner Galaxien bestimmbar ist:
{\displaystyle t_{0}\approx {\frac {1}{H_{0}}}} (Details siehe Hubble-Zeit)
Das zugrundeliegende Phänomen der Expansion des Weltalls war in den 1920er Jahren von Carl Wilhelm Wirtz und Abbé Georges Lemaître entdeckt worden.
Im Jahr 1929 stellten der US-Astronom Edwin Hubble und seine Mitarbeiter fest, dass eine annähernd lineare Beziehung zwischen Expansion und Entfernung besteht: die scheinbare kosmische Expansionsrate {\displaystyle {\dot {a}}} ist umso größer, je größer die Entfernung {\displaystyle r} der jeweils beobachteten Galaxie ist,
{\displaystyle H_{0}\approx {\frac {\dot {a}}{a}}={\frac {c\,z}{r}}}
mit der Lichtgeschwindigkeit {\displaystyle c}.
Hubble erhielt allerdings für diese fundamentale Größe der Kosmologie den viel zu hohen Wert von 500 km s−1 Mpc−1, was ein Weltalter von nur 2 Milliarden Jahren bedeutet hätte. Man erkannte bald, dass dies im Widerspruch zu geologischen Erkenntnissen steht, insbesondere zur damals bereits annähernd möglichen Altersbestimmung von Gesteinen.

## Entwicklung der Abschätzungen
Seit 1950 hat sich das jeweils vermutete Weltalter zwischen 4 und 20 Milliarden Jahren bewegt. Binnen weniger Jahre konnte man den Wert der Hubble-Konstante auf etwa 50 bis 100 km s−1 Mpc−1 korrigieren. Die zugehörige Debatte der Kosmologen begann etwa 1970 und hielt bis Ende der 1990er Jahre an.
Jüngere Methoden lieferten für {\displaystyle H_{0}} Werte zwischen 72 und 77 km s−1 Mpc−1, was den Schwankungsbereich des Weltalters auf 13,3 bis 14 Mrd. Jahre eingrenzen würde. Man geht heute allerdings davon aus, dass sich die Hubble-„Konstante“ im Laufe der Zeit ändert, weshalb man auch vom Hubble-Parameter spricht. Ob sich jedoch die kosmische Expansion langfristig verlangsamt oder beschleunigt, ist noch nicht endgültig geklärt. Diese Thematik hängt mit grundlegenden Fragen nach der Struktur des Kosmos zusammen, insbesondere seiner Geometrie – ob ein flaches oder ein hyperbolisches Universum vorliegt – sowie den Anteilen von dunkler Materie und dunkler Energie.
Der aktuelle, 2018 veröffentlichte Wert für {\displaystyle H_{0}} ist (67,66 ± 0,42) km s−1 Mpc−1.